# Вулкани Камчатки
Вулкани Камчатки — вулкани на сході Росії, на півострові Камчатка, на території Камчатського краю, становлять важливу частину Тихоокеанського вогняного кільця.

## Загальна характеристика
Строго визначити точну кількість вулканів, розташованих на Камчатці, важко. У різних джерелах згадується від декількох сотень, до більш ніж тисячі вулканів. Для вулканів Камчатки характерна велика різноманітність форм і розмірів, вони формувалися в різні геологічні епохи і наразі виявляють активність різного ступеня. Більшість із них відноситься до древніх вулканів, які не виявляють активності нині, проте деякі вулкани є діючими. Для деяких вулканів півострова часто застосовують слово «сопка» замість слова «вулкан». Також деякі вулкани, особливо згаслі і невисокі, нерідко називають просто горами.
Наразі серед вулканів Камчатки налічується близько 29 діючих. Поняття діючого вулкана досить відносне. Діючим прийнято вважати вулкан, який вивергався в історичний період часу. Частина вулканів останній раз вивергалися близько 1000 або навіть 4000 років тому, і ці вулкани за різними класифікаціями мають різний статус. Таким чином, активний вулкан не обов'язково повинен безперервно перебувати у стадії виверження. Більшість активних вулканів у «вільний від роботи час» випускають в атмосферу водяну пара та інші гази, тобто йде так звана фумарольна активність. Висота найбільшого вулкана Камчатки — Ключевської Сопки, становить 4750 метрів над рівнем моря. Цей вулкан є найвищим в Азії і одним із найбільш активних на півострові.

## Розташування вулканів
Область активного вулканізму на Камчатці історично пересувалася з заходу на схід, утворивши два основних накладених вулканічних поясу — Серединний вулканічний пояс і більш молодий Східно-Камчатський вулканічний пояс. Утворення серединного вулканічного поясу відноситься до епохи плейстоцену. Він простягається вододілом Серединного хребта, розташованого в центральній частині Камчатки, розширюючись на південь. Активні вулкани в даному поясі є поодинокими. Східно-Камчатський вулканічний пояс простягнувся з півночі на південь вздовж усієї Камчатки, від півострова Озерного на півночі до мису Лопатка на півдні. Пояс формувався у плейстоцені і в голоцені, нині до нього відносяться більшість активних вулканів Камчатки.

## Об'єкт Світової спадщини ЮНЕСКО «Вулкани Камчатки»
У 1996 році завдяки Грінпіс Росії23[джерело?] на Камчатці з'явився об'єкт Світової спадщини ЮНЕСКО (у 2001 році розширено) з однойменною назвою «Вулкани Камчатки». До складу об'єкту Світової природної спадщини «Вулкани Камчатки» входить шість окремих особливо охоронюваних природних територій, які розташовуються на сході, у центрі та на півдні півострова, сумарною площею близько 3,8 млн га. Усього на шести ділянках розташовуються близько 30 діючих і 300 згаслих вулканів, які розташовані на території Кроноцького природного біосферного заповідника, Бистринського природного парку, природного парку Наличево, Південно-Камчатського природного парку, федерального заказника «Південно-Камчатський» та Ключевського природного парку. Усі ці шість ООПТ, розташовані в різних районах Камчатського півострова, взяті разом, відображають усі основні вулканогенні ландшафти й особливості рослинного та тваринного світу Камчатки.

## Вулкани в нумізматиці
Банк Росії першого серпня 2008 роки випустив набір пам'ятних монет, присвячених вулканам Камчатки.

## Список вулканів Камчатки
У наведеному списку вулкани розділені на групи відповідно до їхнього тектонічного розташування. У кожній групі вулкани перераховані відповідно до їхнього розташування з півночі на південь.

### Вулкани Серединного вулканічного пояса
Найвищий вулкан цієї групи — Ічинська Сопка (заввишки 3621 м) — є єдиним активним вулканом серединного вулканічного поясу. Решта вулканів є або згаслими, або сплячими. Усі вони розташовані в осьовій частині півострова на північ від р. Плотникової і належать до Серединної хребта або розташовані в безпосередній близькості від нього. Тільки в північній частині вулканічного поясу (північніше від 57° п. ш.) розташовується понад 500 вулканів. На південь вулканічний пояс помітно розширюється разом із самим Серединний хребтом.
- Тільмиґ, 1265 м, 58°25′ пн. ш. 160°48′ сх. д. / 58.41° пн. ш. 160.80° сх. д.
- Іеттунуп, 1340 м, 58°24′ пн. ш. 161°05′ сх. д. / 58.4° пн. ш. 161.08° сх. д.
- Кахтана, 1217 м, 58°23′ пн. ш. 160°30′ сх. д. / 58.38° пн. ш. 160.50° сх. д.
- Воямпольський, 1225 м, 58°22′ пн. ш. 160°37′ сх. д. / 58.37° пн. ш. 160.62° сх. д.
- Ламутський, 1198 м, 58°21′ пн. ш. 161°09′ сх. д. / 58.35° пн. ш. 161.15° сх. д.
- Сєвєрний, 1936 м, 58°17′ пн. ш. 160°52′ сх. д. / 58.28° пн. ш. 160.87° сх. д.
- Лангтуткін, 1534 м, 58°14′ пн. ш. 161°05′ сх. д. / 58.23° пн. ш. 161.08° сх. д.
- Сніговий, 2172 м, 58°12′ пн. ш. 160°58′ сх. д. / 58.20° пн. ш. 160.96° сх. д.
- Гостра Сопка, 2539 м, 58°11′ пн. ш. 160°50′ сх. д. / 58.18° пн. ш. 160.83° сх. д.
- Спокійний (Кутіна), 2171 м, 58°08′ пн. ш. 160°49′ сх. д. / 58.13° пн. ш. 160.82° сх. д.
- Тунупілянум, 1200 м, 58°05′ пн. ш. 160°39′ сх. д. / 58.08° пн. ш. 160.65° сх. д.
- Іктунуп, 2300 м, 58°05′ пн. ш. 160°46′ сх. д. / 58.08° пн. ш. 160.77° сх. д.
- Гречишкіна, 1651 м, 58°03′ пн. ш. 160°47′ сх. д. / 58.05° пн. ш. 160.78° сх. д.
- Лелякіна, 1770 м, 58°01′ пн. ш. 160°45′ сх. д. / 58.02° пн. ш. 160.75° сх. д.
- Сніжний, 2211 м, 58°01′ пн. ш. 160°47′ сх. д. / 58.02° пн. ш. 160.79° сх. д.
- Слюніна, 1775 м, 57°59′ пн. ш. 160°45′ сх. д. / 57.98° пн. ш. 160.75° сх. д.
- Атласова, 1764 м, 57°58′ пн. ш. 160°40′ сх. д. / 57.97° пн. ш. 160.66° сх. д.
- Новограбленова, 2000 м, 57°55′ пн. ш. 160°37′ сх. д. / 57.92° пн. ш. 160.62° сх. д.
- Хувхойтун (Хувхой), 2618 м, 57°55′ пн. ш. 160°41′ сх. д. / 57.92° пн. ш. 160.68° сх. д.
- Кєвєнейтунуп, 2133 м, 57°54′ пн. ш. 160°37′ сх. д. / 57.90° пн. ш. 160.62° сх. д.
- Мутний, 1315 м, 57°53′ пн. ш. 160°23′ сх. д. / 57.88° пн. ш. 160.38° сх. д.
- Білий, 2080 м, 57°53′ пн. ш. 160°32′ сх. д. / 57.88° пн. ш. 160.53° сх. д.
- Плоский, 1255 м, 57°50′ пн. ш. 160°15′ сх. д. / 57.83° пн. ш. 160.25° сх. д.
- Кайлєней, 1680 м, 57°48′ пн. ш. 160°40′ сх. д. / 57.80° пн. ш. 160.67° сх. д.
- Сергеєва, 1759 м, 57°46′ пн. ш. 160°33′ сх. д. / 57.77° пн. ш. 160.55° сх. д.
- Ульваней, 1954 м, 57°46′ пн. ш. 160°33′ сх. д. / 57.77° пн. ш. 160.55° сх. д.
- Теклетунуп, 1290 м, 57°42′ пн. ш. 160°20′ сх. д. / 57.70° пн. ш. 160.33° сх. д.
- Ука, 1643 м, 57°42′ пн. ш. 160°35′ сх. д. / 57.70° пн. ш. 160.58° сх. д.
- Алнгей, 1856 м, 57°42′ пн. ш. 160°25′ сх. д. / 57.70° пн. ш. 160.42° сх. д.
- Кам'янистий, 1758 м, 57°39′ пн. ш. 160°27′ сх. д. / 57.65° пн. ш. 160.45° сх. д.
- Єловський, 1381 м, 57°32′ пн. ш. 160°32′ сх. д. / 57.53° пн. ш. 160.53° сх. д.
- Шлєн, 1001 м, 57°28′ пн. ш. 159°35′ сх. д. / 57.47° пн. ш. 159.59° сх. д.
- Айнєлькан, 1725 м
- Озерний, 1021 м, 57°31′ пн. ш. 160°34′ сх. д. / 57.52° пн. ш. 160.57° сх. д.
- Шишель, 2525 м, 57°27′ пн. ш. 160°22′ сх. д. / 57.45° пн. ш. 160.37° сх. д.
- Лагєрний, 1961 м, 57°21′ пн. ш. 160°39′ сх. д. / 57.35° пн. ш. 160.65° сх. д.
- Кінєнін, 583 м, 57°21′ пн. ш. 160°58′ сх. д. / 57.35° пн. ш. 160.96° сх. д.
- Вулкан Гірничого інституту, 2024 м, 57°20′ пн. ш. 160°11′ сх. д. / 57.33° пн. ш. 160.18° сх. д.
- Вулканічний масив Міжсопочний — Тітіла — Лєутонгєй — Тєрпук. Чотири щитоподібних вулкани, що злилися, складені голоценовими базальтами. Масив розташований на південно-західному боці Серединного хребта.
  - Міжсопочний, 1641 м, 57°28′ пн. ш. 160°15′ сх. д. / 57.47° пн. ш. 160.25° сх. д.
  - Тітіла, 1559 м, 57°24′ пн. ш. 160°06′ сх. д. / 57.4° пн. ш. 160.1° сх. д.
  - Лєутонгей, 1333 м, 57°18′ пн. ш. 159°50′ сх. д. / 57.3° пн. ш. 159.83° сх. д.
  - Терпук, 765 м, 57°12′ пн. ш. 159°50′ сх. д. / 57.20° пн. ш. 159.83° сх. д.
- Кебєней (Кевєней), 1529 м, 57°07′ пн. ш. 159°56′ сх. д. / 57.11° пн. ш. 159.93° сх. д.
- Шишейка, 379 м, 57°10′ пн. ш. 161°05′ сх. д. / 57.16° пн. ш. 161.08° сх. д.
- Федотич, 965 м, 57°08′ пн. ш. 160°24′ сх. д. / 57.13° пн. ш. 160.4° сх. д.
- Велика Китепана (Велика Кєтєпана), 1502 м, 56°57′ пн. ш. 158°14′ сх. д. / 56.95° пн. ш. 158.24° сх. д.
- Великий Чекчебонай, 1338 м, 56°55′ пн. ш. 159°26′ сх. д. / 56.92° пн. ш. 159.43° сх. д.
- Малий Чекчебонай, 1261 м, 56°47′ пн. ш. 159°04′ сх. д. / 56.79° пн. ш. 159.07° сх. д.
- Вулканічний масив Алней-Чашаконджа
  - Алней, 2581 м, 56°42′ пн. ш. 159°38′ сх. д. / 56.70° пн. ш. 159.63° сх. д.
  - Чашаконджа, 2526 м, 56°37′ пн. ш. 159°38′ сх. д. / 56.62° пн. ш. 159.63° сх. д.
- Мала Китепана (Мала Кєтєпана), 1230 м, 56°41′ пн. ш. 158°26′ сх. д. / 56.68° пн. ш. 158.43° сх. д.
- Большой, 1301 м, 56°28′ пн. ш. 157°47′ сх. д. / 56.46° пн. ш. 157.79° сх. д.
- Анаун, 1828 м, 56°19′ пн. ш. 158°50′ сх. д. / 56.31° пн. ш. 158.84° сх. д.
- Чінейнейн, 1922 м, 56°10′ пн. ш. 158°19′ сх. д. / 56.16° пн. ш. 158.31° сх. д.
- Уксічан, 1550 м, 56°04′ пн. ш. 158°22′ сх. д. / 56.06° пн. ш. 158.37° сх. д.
- Бонгапчі, 1550 м, 55°50′ пн. ш. 158°20′ сх. д. / 55.84° пн. ш. 158.34° сх. д.
- Великий Паялпан, 1906 м, 55°49′48″ пн. ш. 157°59′06″ сх. д. / 55.83° пн. ш. 157.985° сх. д.
- Паялпан, 1811 м, 55°49′41″ пн. ш. 157°59′06″ сх. д. / 55.828° пн. ш. 157.985° сх. д.
- Малий Паялпан, 1980 м, 55°48′00″ пн. ш. 157°54′54″ сх. д. / 55.80° пн. ш. 157.915° сх. д.
- Ічинська Сопка, 3621 м, 55°41′ пн. ш. 157°43′ сх. д. / 55.68° пн. ш. 157.72° сх. д. — активний
- Черпук (?)
  - Північний Черпук, 1679 м, 55°36′ пн. ш. 157°37′ сх. д. / 55.600° пн. ш. 157.617° сх. д.
  - Південний Черпук, 1962 м
- Хангар, 2000 м, 54°45′ пн. ш. 157°23′ сх. д. / 54.75° пн. ш. 157.38° сх. д.

### Вулкани Східно-Камчатського вулканічного поясу

#### Центрально-Камчатськадепресія-рифт
Центрально-Камчатська депресія-рифт — це складна грабен-синкліналь, що простягнулася на 750 км від північної Карагінської затоки до верхів'їв річки Камчатки. У ній можна виділити дві великі частини: протоку Літке на півночі і долини річок Камчатки та Єловка — на півдні. Новітній вулканізм виявився тут у південній частині — від південного берега Карагінської затоки до річки Щапіна.
- Хайлюля, 1145 м, 58°03′ пн. ш. 161°39′ сх. д. / 58.05° пн. ш. 161.65° сх. д.
- Начікінський вулкан 1211 м, 57°52′ пн. ш. 162°41′ сх. д. / 57.86° пн. ш. 162.69° сх. д.

лкан, 1211 м, 57°52′ пн. ш. 162°41′ сх. д. / 57.86° пн. ш. 162.69° сх. д.
- Шивелуч, 3283 м, 56°38′ пн. ш. 161°19′ сх. д. / 56.63° пн. ш. 161.32° сх. д. — активний

##### Вулкани Харчинської групи
- Харчинський, 1410 м, 56°26′ пн. ш. 160°49′ сх. д. / 56.44° пн. ш. 160.81° сх. д.
- Зарічний, 720 м, 56°21′54″ пн. ш. 160°50′24″ сх. д. / 56.365° пн. ш. 160.84° сх. д.

##### ВулканиКлючевської групи

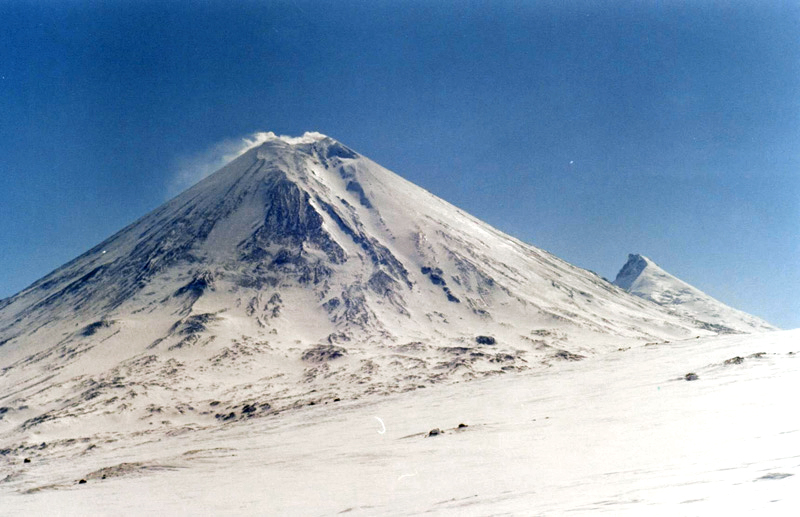
Найвищий із вулканів Камчатки — Ключевська Сопка (4750 м)

Багато вулкани цієї групи відносяться до числа найбільш активних і високих на півострові. Для них характерні максимальні в межах Камчатки обсяги четвертинних вулканічних порід — близько 5000 куб. км, що можна порівняти з об'ємом всіх вулканічних порід Японських островів. Група складається із 13 великих і численних дрібних вулканів, вони розташовані на щитоподібному плато, яке називають Ключевським долом. Його форма подібна до еліпсу, витягнутому в північно-східному напрямку, з діаметрами 90 і 75 км.
- Середня сопка, 2978 м, 56°07′ пн. ш. 160°35′ сх. д. / 56.11° пн. ш. 160.58° сх. д.
- Ушковський (Дальня Плоска сопка), 3943 м, 56°04′ пн. ш. 160°28′ сх. д. / 56.07° пн. ш. 160.47° сх. д.
  - Хрестовський (Ближня Плоска сопка), 4057 м, 56°07′ пн. ш. 160°30′ сх. д. / 56.11° пн. ш. 160.50° сх. д.
  - Дрімаючий кратер 3943 м.
  - Ніколка, 1 591 м, 55°21′ пн. ш. 159°51′ сх. д. / 55.35° пн. ш. 159.85° сх. д.
- Ключевська Сопка, 4750 м, 56°03′25″ пн. ш. 160°38′24″ сх. д. / 56.057° пн. ш. 160.64° сх. д. — активний (найвищий вулкан Камчатки)
- Камінь, 4575 м, 56°01′ пн. ш. 160°35′ сх. д. / 56.02° пн. ш. 160.59° сх. д.
- Безіменний, 2866 м, 55°58′ пн. ш. 160°36′ сх. д. / 55.97° пн. ш. 160.60° сх. д. — активний
- Зіміна (комплекс вулканів)
  - Велика Зіміна
    - Овальна Зіміна, 3081 м, 55°52′ пн. ш. 160°35′ сх. д. / 55.87° пн. ш. 160.59° сх. д.
    - Гостра Зіміна, 2744 м, 55°52′ пн. ш. 160°37′ сх. д. / 55.86° пн. ш. 160.61° сх. д.

  - Мала Зіміна (Гірський Зуб), 2242 м, 55°52′ пн. ш. 160°38′ сх. д. / 55.86° пн. ш. 160.64° сх. д.
- Толбачик, 3682 м
  - Гострий Толбачик, 3682 м, 55°50′ пн. ш. 160°20′ сх. д. / 55.83° пн. ш. 160.33° сх. д.
  - Плоский Толбачик, 3140 м, 55°49′ пн. ш. 160°23′ сх. д. / 55.82° пн. ш. 160.39° сх. д. — активний
- Велика Удіна, 2943 м, 55°46′ пн. ш. 160°32′ сх. д. / 55.76° пн. ш. 160.53° сх. д.
- Мала Удіна, 1945, 55°44′ пн. ш. 160°37′ сх. д. / 55.74° пн. ш. 160.62° сх. д.
- Кизимен, 2485 м, 55°08′ пн. ш. 160°19′ сх. д. / 55.13° пн. ш. 160.32° сх. д. — активний

#### Східно-Камчатськаграбен-синкліналь
Грабен-синкліналь має ширину 50-60 км і довжину 350 км. На заході вона обмежена Східно-Камчатським хребтом, а на сході — горстами Кроноцького і Шипунського півостровів.
- хребет Гамчен
  - Богачевський
  - Колгоспний (Високий), 2150 м
  - Комарова (вулкан), 2070м
  - Гамчен (комплекс вулканів), 2576 м
    - Північний Гамчен
    - Південний Гамчен

  - Шмідта 2020 м
- Кроноцька сопка, 3528 м
- Крашеніннікова, 1856 м
- Кіхпінич, 1552 м

##### Узонсько-Гейзернадепресія

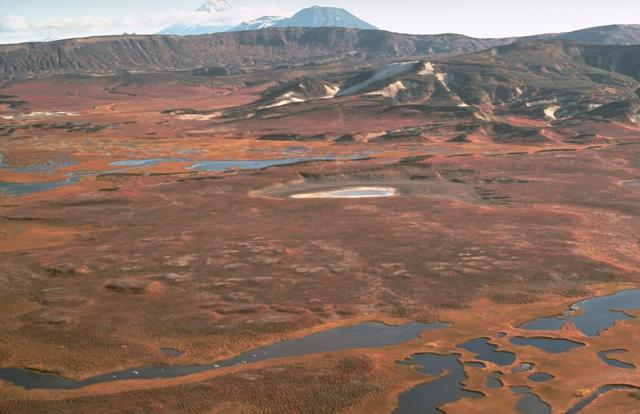
Кальдера Узон

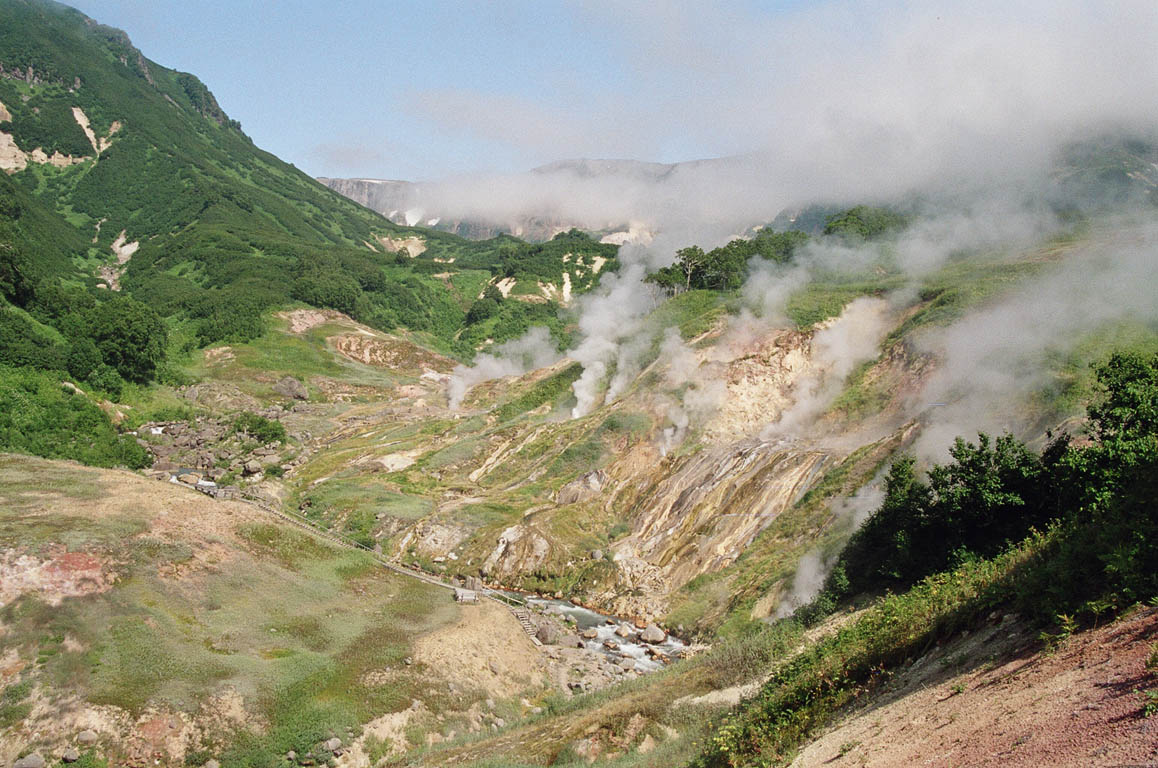
Долина гейзерів

Депресія утворена двома кальдерами, що злилися, — Узон і Гейзерна. Її діаметри становлять 10 і 18 км. По краю депресії розташований кільцевий розлом, виражений у вигляді уступу.
- Тауншіц, 2353 м
- Кальдера Узон, 1617 м
- Кальдера Гейзерна
- Долина гейзерів
- Унана, 2194 м
- Великий Сем'ячик (Великий Семлячик), 1720 м
- Вируючий, 1100 м
- Центральний Семлячик, 1200 м

##### Каримсько-Малосем'ячицька вулкана-тектонічна депресія
Депресія утворена двома кальдерами: Малосем'ячицькою та Великою Каримською.
- Малий Семячик, 1560 метрів
- Каримська сопка, 1486 метрів
- Двір, 1485 м
- Вулкан Академії Наук, 1100 м

##### Жупановсько-Дзендзурська група
Група вулканів утворює гірський хребет, що тягнеться в північно-західному напрямку, що продовжує підняття Шипунського півострова. Складові його вулкани насаджені на розломи, що січуться міоценовими та пліоценовими вулканогенними породи.
- Жупановський, 2958 м
- Дзензур, 2159 м

##### Авачинсько-Коряцька група
Вулкани цієї групи розташовані ланцюгом у північно-західному напрямку. Вони розташовані уздовж північного борту Авачинського грабена і насаджені на глибинний розлом, січний грабен уздовж його північного борту.
- Ааг, 2310 м
- Арік, 2156 м
- Коряцька сопка, 3456 м — активний
- Авачинська сопка, 2741 м — активний
- Козельський вулкан, 2190 м

#### Східний хребет

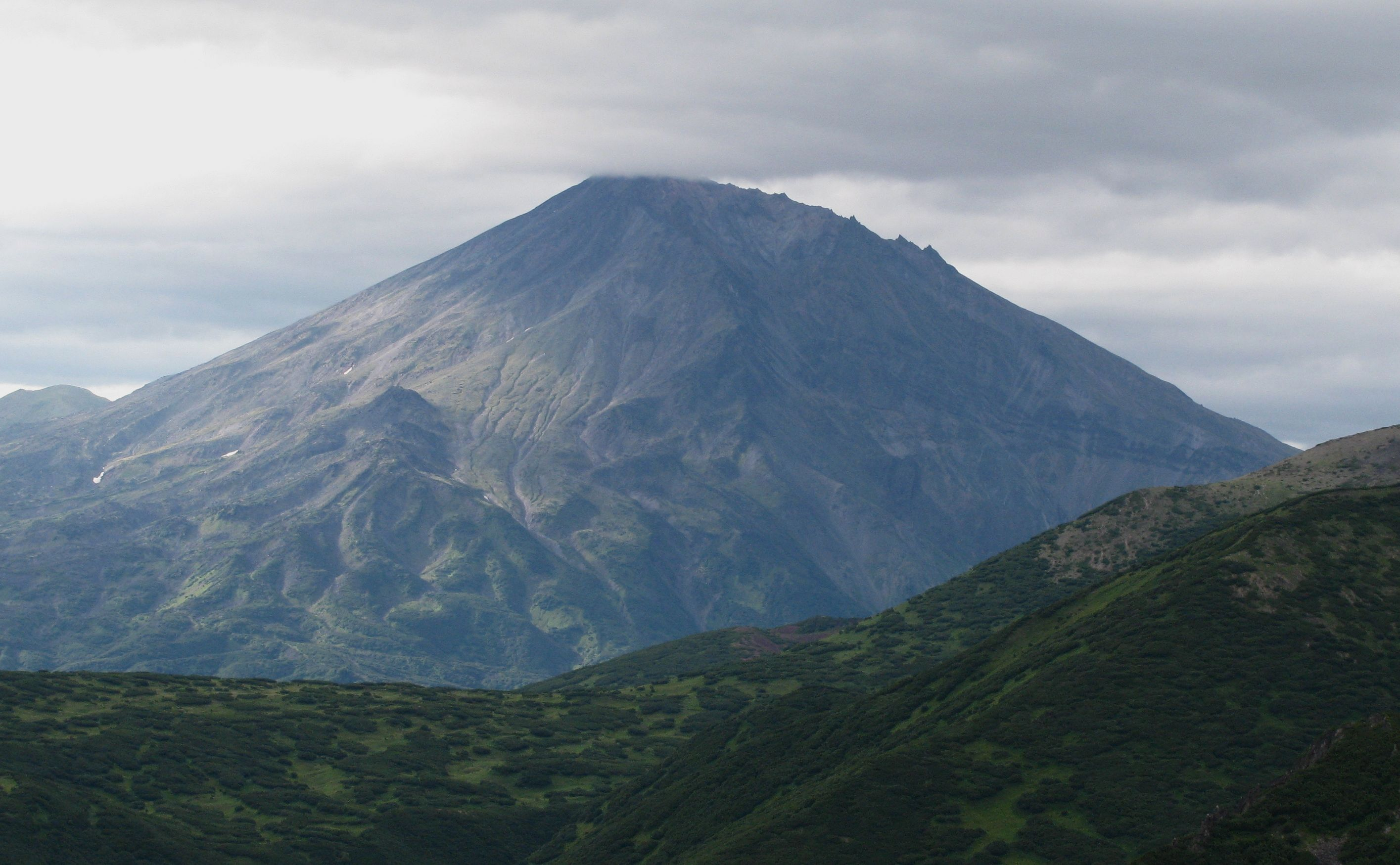
Вулкан Бакенінг, вид із південного боку

У ранньому плейстоцені на території сучасного Східного хребта виникли великі покриви базальтових лав. У середньому плейстоцені почалося зростання горстових структур, розмив лавових покривів і почали утворюватися стратовулкани. Активність останніх швидко припинилася, наразі вулкани є сильно зруйнованими.
- Шиш, 2346 м
- Тумрок, 2092 м
- Іульт, 1224 м
- Конраді, 1893 м
- Заварицького, 1647 м
- Бакенінг, 2277 м
- Вачкажець, 1556 м

#### Південно-Камчатська грабен-синкліналь

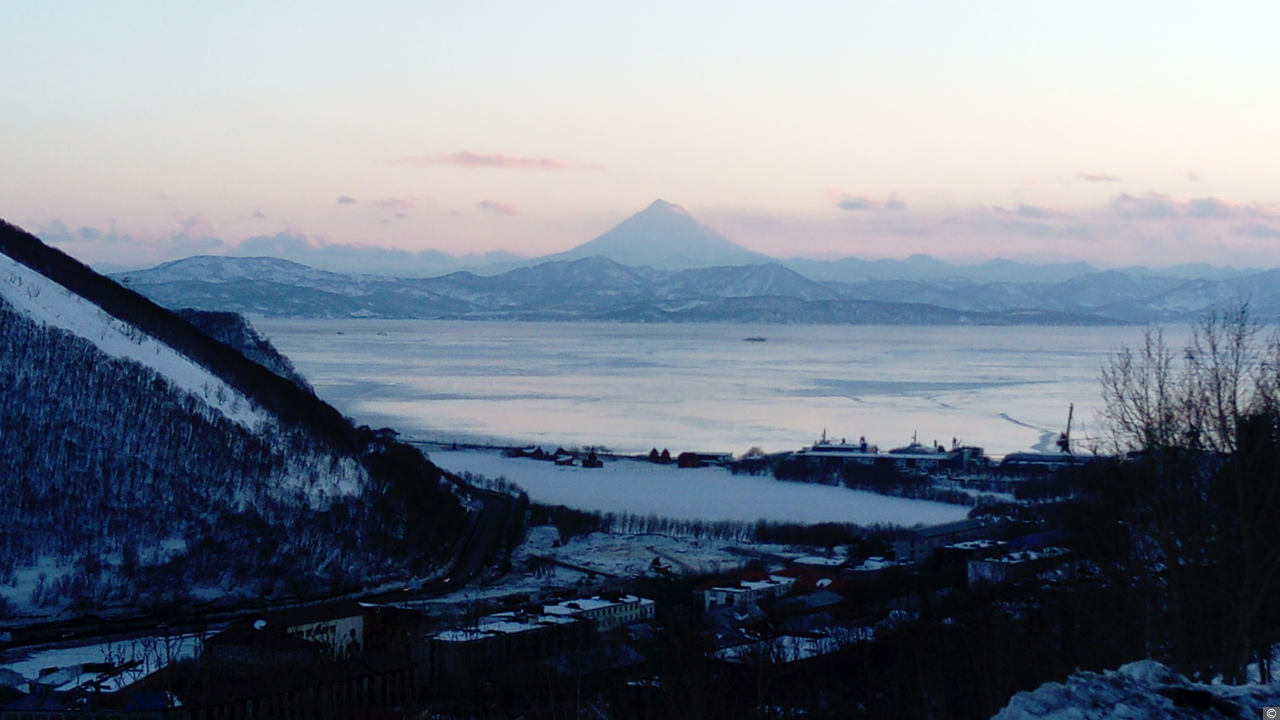
Вілючинський вулкан

Грабен-синкліналь простягається на 170 км від Авачинського грабена на півночі до мису Лопатка на півдні. Тут розташовані понад 600 дрібних вулканів (включаючи лавові купола і шлакові конуси) і понад 80 великих вулканів.
- Вілюченський вулкан, 2175 м

##### Депресія Толмачов діл

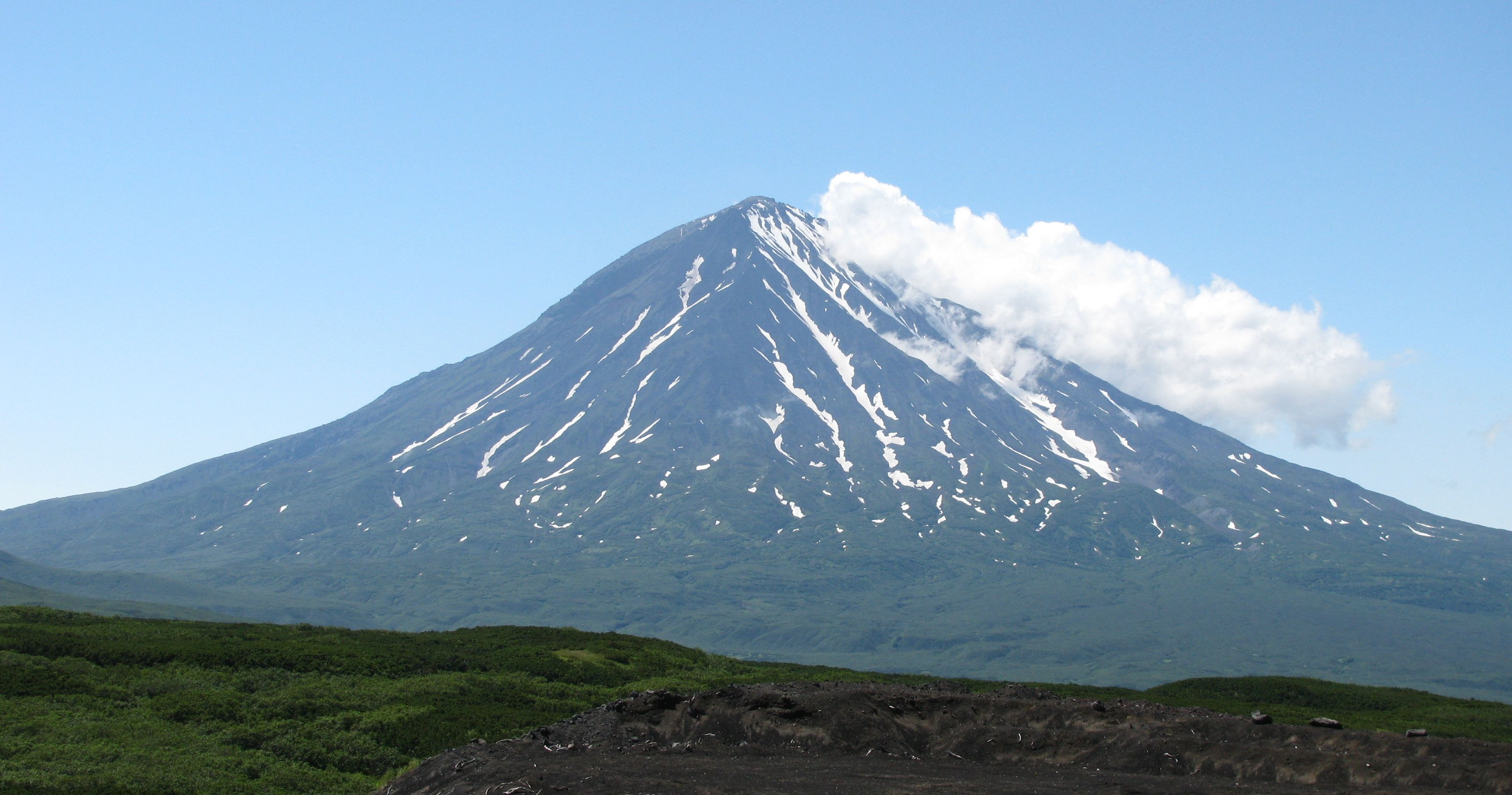
Вулкан Опала — найвищий вулкан Толмачова долу

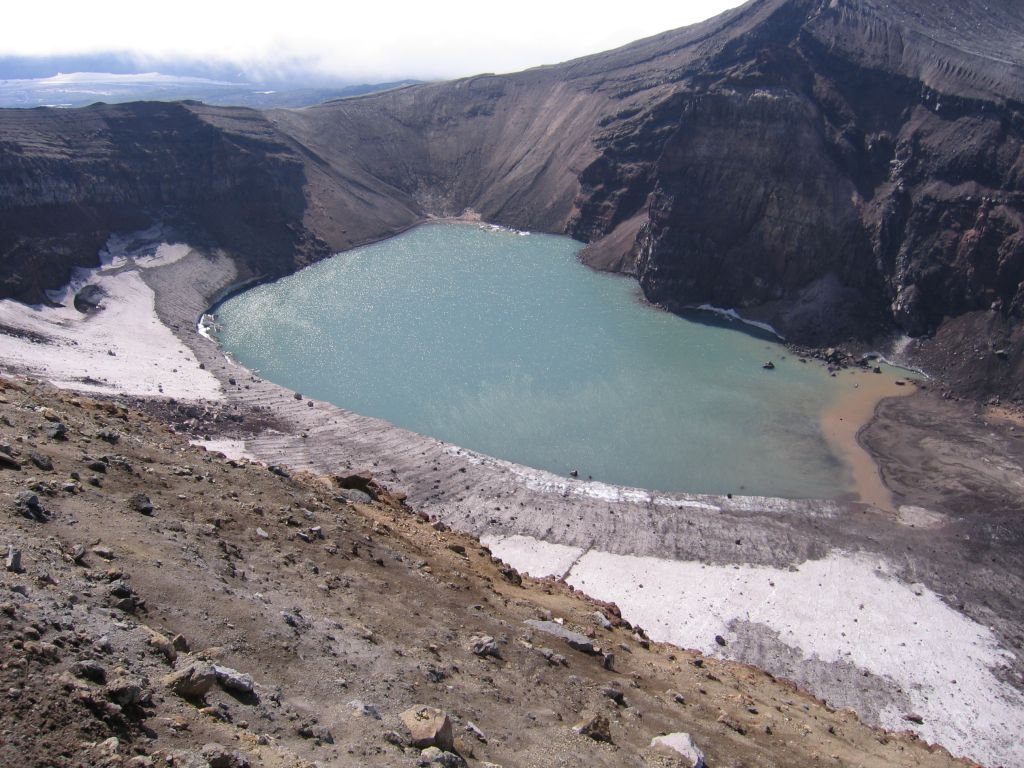
Вулкан Горілий, кислотне озеро в одному з кратерів

Депресія розташована між верхів'ями річок Каримчіна та Опала. У її центрі розташована кальдера озеро Толмачова, з якого бере початок річка Толмачова. Навколо розташовані великі кальдери вулканів.
- Велика Іпелька, 1139 м
- Толмачова, 1415 м
- Каримшіна, 1 363 м
  - Горілий, 1829 м
- Опала, 2475 м
  - Тундровий, 736 м
- Мутнівська сопка, 2323 м
- Асача, 1910 м
  - Жовтий, 885 м

##### Вулкан-тектонічна Голигінська депресія
Депресія розташована на півдні Камчатки, у басейні річки Голигіної.
- Ходутка, 2087 м
- Піратковський, 1322 м
- Ксудач, 1079 м
- Кальдера Привид і вулкан Келлі, 985 м

##### Паужетська-Курильська вулкано-тектонічна депресія
Депресія розташована на півдні Камчатського півострова, її діаметри дорівнюють 26 і 20 км, а площа становить 450 кв. км. Гірська структура має складну будову і представлена горстоподібними припіднятими блоками, грабенами і кальдерами.
- Кальдера Курильське озеро
- Дикий Хребет (Дикий Гребінь), 1 079 м
- Іллінська Сопка 1578 м
- Желтовська Сопка, 1953 м
- Камбальний, 2156 м
- Вулкан Кошелева, 1812 м